# 梅尼勒圣卢
梅尼勒圣卢（法語：Mesnil-Saint-Loup，法語發音：[mɛnil sɛ̃ lu]）是法国奥布省的一个市镇，属于塞纳河畔诺让区。

## 地理
梅尼勒圣卢（48°18'6"N, 3°45'55"E）面积11.4 平方千米，位于法国大東部大區奥布省，该省份为法国中北部省份，北起马恩省，西接塞纳-马恩省，西南至约讷省，东南至科多尔省，东临上马恩省。
与梅尼勒圣卢接壤的市镇（或旧市镇、城区）包括：迪耶雷圣于连、迪耶雷圣皮埃尔、埃斯蒂萨克、福-维勒塞夫、瓦讷河畔讷维尔、艾克斯-维勒莫尔-帕利斯。
梅尼勒圣卢的时区为UTC+01:00、UTC+02:00（夏令时）。

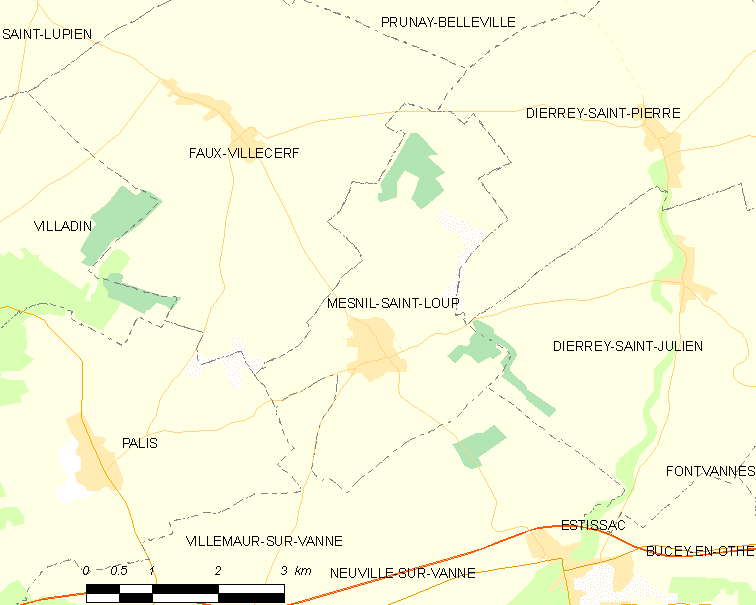
梅尼勒圣卢的OSM定位图

## 行政
梅尼勒圣卢的邮政编码为10190，INSEE市镇编码为10237。

## 政治
梅尼勒圣卢所属的省级选区为圣利耶县。

## 人口

1962-2008年间梅尼勒圣卢人口变化图示

梅尼勒圣卢于2022年1月1日时的人口数量为583人。